# カウガン県
カウガン県（カウガンけん、ベトナム語：Huyện Cầu Ngang / 縣梂昂?）は、ベトナム社会主義共和国チャーヴィン省の県。面積は325km²、人口は132,514人（2015年）である。

## 行政区画
1市鎮13社から構成される。